# Psylla baphicacanthi
Psylla baphicacanthi är en insektsart som beskrevs av Yang 1984. Psylla baphicacanthi ingår i släktet Psylla och familjen rundbladloppor. Inga underarter finns listade i Catalogue of Life.